# Kaidádzsi

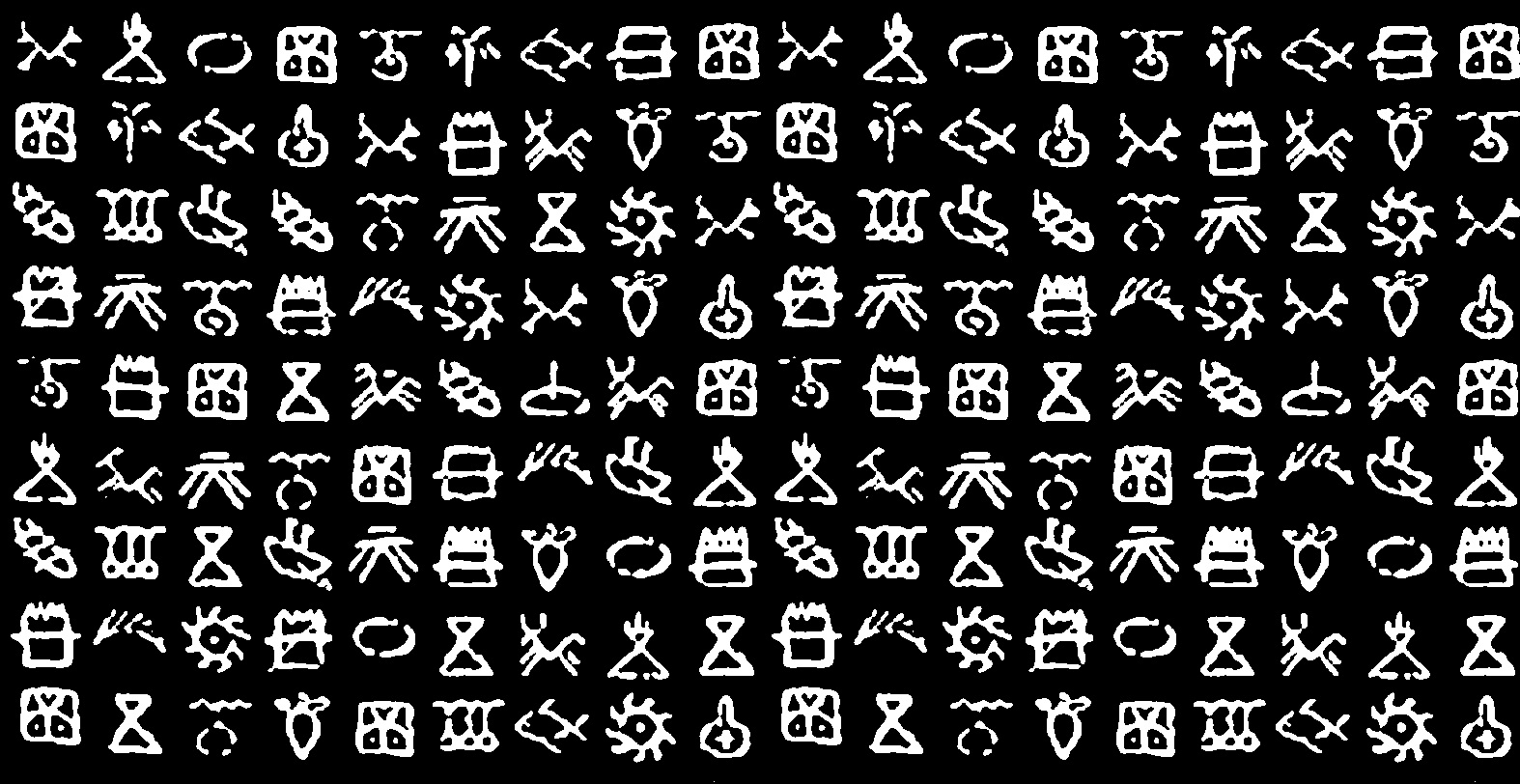
Kaidádzsi képjelek

A kaidádzsi (カイダー字; Hepburn: kaidāji)  egy képírási rendszer, amelyet a Japán Rjúkjú-szigetekhez tartozó Jonaguni szigetén (与那国島) használtak a helyi nyelv lejegyzésére a Meidzsi-kor idejéig üzleti, illetve adófizetéssel kapcsolatos feljegyzésekben. Állatokat, terményeket, hajókat, házakat stb. ábrázoló képjelekből áll, de hatott rá a kandzsi és a szúcsúma is. A kutatásával kapcsolatos legtöbb tanulmány Jonaguni szigetére összpontosított, vannak azonban bizonyítékok arra, hogy a többi Jaejama-szigeten, nevezetesen a Taketomi-szigeten is használták őket. Elsősorban üzleti és adófizetési feljegyzésekhez használták a jeleket, így szorosan kapcsolódtak ahhoz a községi adóhoz, amelyet a Rjúkjúi Királyság vetett ki a Jaejama-szigetekre, amelyet viszont a dél-kjúsui Szacuma han uralt.

## Etimológia
Szudó Tosiicsi (1944) feltételezi, hogy a kaidádzsi a kariya (仮屋) kifejezésből ered, ami Szacuma tartományban „kormányhivatalt” jelentett. Ezt a kifejezést az Rjúkjú és a Jaejama-szigeten dolgozó hivatalnokok (karja) is átvették. A japán nyelvben a /j/  megfelel a /d/-nek a jonaguni nyelvben, és az /r/ gyakran kiesik, ha magánhangzókkal van körülvéve. Ez az elmélet összhangban van a kaidádzsi jelek elsődleges funkciójával, az adózással.

## Történelem
Közvetlenül Rjúkjú meghódítása után Szacuma 1609-ben földmérést végzett Okinaván, 1611-ben pedig a Jaejama-szigeten. Ennek során a han meghatározta a Rjúkjú által évente fizetendő adó összegét. Ezt követően 1640-ben vámot vetett ki a Jaejama-szigetekre. Minden egyes szigetre egy meghatározott mennyiséget osztottak ki, amelyet aztán felosztottak az egyes közösségekre. Végül az egyes szigetlakók számára is megszabták az adó összegét, amelyeket életkor és nem szerint igazítottak ki. A közösségi vezetőket az Ishigakiban lévő kormányhivatalban értesítették. Ők ellenőrizték a számítást a varazan (Jaejamai nyelven barazan) segítségével, amely egy szalmán alapuló számítási és számjegyrögzítési módszer, amely az inka kipura emlékeztetett. Ezt követően az egyes háztartások számára megállapított adó mennyiségét egy itafuda vagy hanszacu (板札) nevű fatáblára írták fel. Itt használták a kaidádzsi írásjeleket. Bár a japán volt az adminisztráció nyelve, a távoli szigeteken az írástudatlan parasztok értesítéséhez képjelekre kellett hagyatkozniuk. Egy 19. századi dokumentum szerint, amelyet a Jaejamai rekishi (1954) idéz, egy Ōhama Seiki nevű tisztviselő a század elején „tökéletes” jeleket tervezett az itafuda fatáblákhoz, bár ez korábbi, „tökéletlen” jelek létezésére utal. Sudō (1944) feljegyzett egy szóbeli történetet Jonaguniról: Kilenc nemzedékkel ezelőtt a Kedagusuku nemzetség egy Mase nevű őse tanította a kaidádzsi jelképeket és a varazant a közösségnek. Sudō az eseményt a 17. század második felére teszi.
Ikema Eizō (1959) szerint a kaidádzsi képjelek és a varazan elég pontosak voltak ahhoz, hogy a hivatalokban használják azokat. A községi adót végül 1903-ban törölték el. Egészen a Meidzsi-korig használták a jeleket, amíg az országos általános iskolai oktatási rendszer bevezetése gyorsan csökkentette az analfabéták arányát. Jelenleg Jonaguni és Taketomi szigetén népművészeti alkotásokhoz, pólókhoz és más termékekhez használják a kaidádzsi jeleket, inkább művészi értékük miatt, mint nyilvántartási rendszerként.

## Jelkészlet
A kaidádzsi képírás jelrendszerét a következőképpen lehet csoportosítani:
- állatokra, növényekre és az ezekből származó dolgokra utaló képjelek, mint például rizs, köles, bab, bika, juh, kecske, hal ruhaanyagok,
- számjegyekből, vagy alapegységekből állnak, mint például egy zsák rizs (俵), egy zsák köles, egy kanál rizs (斗), egy doboz rizs (升), egy fél zsák rizs.
- a dāhan nevű háztartási jelképek.

A számjegyeket illetően hasonló, sūchūma nevű rendszerek találhatók Okinaván és Mijakóban, úgy tűnik ezek mind a szúcsúma számjegyekből erednek.

## A kutatás története
Az első nem jaejamai szerző, aki a kaidádzsi jelekkel foglalkozott, Szaszamori Giszuke volt, aki számos rövid kaidádzsi szöveg másolatát hagyta hátra a Nantō Tanken (南島探検, A déli szigetek felfedezése) című művében, amely az Okinava prefektúrában tett 1893-as látogatásáról készült feljegyzés, és amely a rezsim által a szigetlakókra kirótt kemény munkáról is említést tesz. Tasiro Jaszuszada összegyűjtötte az Okinaván és Mijakón talált különböző számrendszereket és 1887-ben a Tokiói Nemzeti Múzeumnak adományozta őket. Basil Hall Chamberlain brit japanológus (1898) szacumáról szóló tanulmánya (1898) úgy tűnik, Tasiro gyűjteményén alapult.
1915-ben Jamuro Kiicsi (矢袋喜一) matematikatanár a kaidádzsi, a varazan és a helyi számnevek sok további példáját (Szaszamori feljegyzéseinek másolataival együtt) leírta a Régi Rjúkjúi matematika című könyvében (琉球古来の数学). Bár Jamuro maga nem látogatott el Jonagunira, feljegyzései arra utalnak, hogy a kaidádzsi jelek még az 1880-as években is napi használatban voltak. Kavamura Tadao antropológus, aki az 1930-as években készítette antropológiai tanulmányát a szigeteken, megjegyezte, hogy „egészen a közelmúltig használatban voltak”. Megmutatta továbbá, hogy a kaidádzsi jeleket hogyan használták csomagok küldésére. Szudó (1944) bemutatta, hogyan rögzítettek üzleti ügyeket kaidádzsi jelekkel, illetve kutatta a képírási rendszer nevének eredetét is.

## Fordítás
Ez a szócikk részben vagy egészben  a   Kaidā glyphs című angol Wikipédia-szócikk ezen változatának fordításán alapul.  Az eredeti cikk szerkesztőit annak laptörténete sorolja fel. Ez a jelzés csupán a megfogalmazás eredetét és a szerzői jogokat jelzi, nem szolgál a cikkben szereplő információk forrásmegjelöléseként.